# Be the One (cântec de The Ting Tings)
Be the One este un cântec interpretat de formația britanică The Ting Tings. Piesa este cel de-al cincilea single extras de pe albumul We Started Nothing.

## Poziții în clasamente
| Clasamentul (2008)  | Pozițiile ocupate în clasamentele de specialitate |
| ------------------- | ------------------------------------------------- |
| UK Singles Chart    | 28                                                |
| Czech Airplay Chart | 7                                                 |